# スーパースランプ (バンド)
スーパースランプとは、1999年に活動を開始したユニットである。SUPER SLUMPと表記することもある。アミューズに所属していた。
爆風スランプのボーカル・サンプラザ中野と、ギタリスト・パッパラー河合により結成される。

## メンバー
- サンプラザ中野（ボーカル）
- パッパラー河合（ギター）

## 楽曲
- 僕達の計画／TAIYOH （2000年1月1日、SRCL-4744、ソニー・ミュージックレコーズ）
  - 僕達の計画
    - KONAMIのPlayStation・ドリームキャスト用音楽ゲーム『pop'n music 3 APPEND DISC』のプレイ楽曲として、「僕たちの計画」へ改題および楽曲にアレンジが加えられて使用された。

  - TAIYOH
    - MIZUNO ATHLETIC WEAR／MIZUNO企業CM SONG
- パラ・ホリ(para para holic) （2000年11月15日、SRCL-4947、ソニー・ミュージックレコーズ）

## 出演
- Beat Bang - ゲスト -（2000年1月5日、テレビ東京系列）
- ソングライトSHOW!!　（2000年1月7日、テレビ東京系列）
- AXEL - ゲスト - （2000年1月7日、テレビ朝日系列）
- ポップジャム（2000年1月8日、NHK総合テレビ）
- はなまるマーケット - はなまるカフェゲスト -（2000年1月11日、TBSテレビ）
- HEY!HEY!HEY! - ゲスト - （2000年1月17日、フジテレビ）
- うれる堂 （2000年1月21日、日本テレビ）
- THE おとばん （2000年10月28日、TBSラジオ）
- ピンクパパラッチ　（2000年11月、日本テレビ系列）
- 笑っていいとも! （2000年11月15日、フジテレビ）
- タイムショック21 （2000年12月4日、テレビ朝日）
- AX MUSIC FACTORY （2000年12月13日、日本テレビ）
- 夜の××自慢! （2001年2月20日、TBSテレビ）
- 踊る!さんま御殿!! （2001年3月20日、日本テレビ）
- あしたのJ - ゲスト - （2001年7月15日、日本テレビ）
- 電波少年的放送局企画部 （2002年9月30日、日本テレビ）
- ザ・ベストテン2002  リゾ・ラバ（2002年12月30日、TBSテレビ）
- 奇跡のコンサート～アーティストからHIV感染孤児への贈り物 ActAgainstAIDS2002 （2002年12月31日、テレビ東京）

## ユニット名の問題
爆風スランプ結成時にサンプラザ中野・パッパラー河合はスーパースランプから半ば喧嘩別れする形で脱退したが、再び「スーパースランプ」という名称を使って活動するにあたり、スーパースランプのリーダーと名称の使用について了承を得る必要があった。
その際、両者の交渉の間に仲介役として立ったのはスーパースランプの二代目ボーカリスト・デーモン閣下であった。

## 参考資料
- ヤマハイベントヒストリー・インタビュー（サンプラザ中野）（スーパースランプ結成時のことについて触れられている）